# Timring Skole
Timring Skole er placeret i byen Timring tæt på Vildbjerg.
På skolen ligger der både skole, SFO og børnehave/vuggestue.
Skolen nyder godt af det høje aktivitetsliv i lokalområdet.
56°10′30″N 8°44′19″Ø / 56.174903°N 8.738593°Ø